# Dinko Vrabac
Dinko Vrabac, bosansko-hercegovski nogometaš, * 28. januar 1963, Velika Kladuša, Jugoslavija.
Igral je za Olimpijo Ljubljana.